# Herbier Krylov

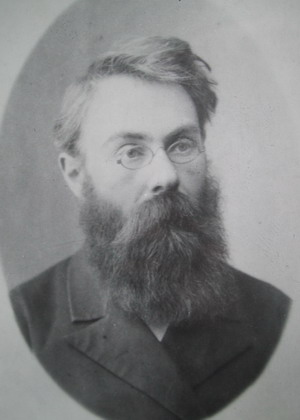
Photographie de P. Krylov vers 1900

L'Herbier Krylov est une institution gérée par l'institut de biologie de l'université d'État de Tomsk en Russie. Elle a été fondée en 1885 par le professeur Porphyre Krylov (1850-1931), premier directeur du jardin botanique de Sibérie. Elle est dirigée par Mme le professeur Irina Ivanovna Goureïeva, docteur ès sciences biologiques, directeur de la chaire de botanique de l'université.

## Description
L'Herbier Krylov comprend un herbier d'environ 500 000 spécimens et fait donc partie des trois herbiers les plus importants de Russie. Il dispose de tous les moyens modernes de conservation et de numérisation.
Cet herbier est le résultat du travail de collecte de près de deux mille collecteurs depuis presque cent trente ans. Sur ses 500 000 spécimens, il conserve 200 000 spécimens de la flore de Sibérie orientale et de la région occidentale de l'Iénisseï. Il comprend également quantité de spécimens de la flore d'Asie centrale, de Touva et de Mongolie, ainsi que des plantes d'Europe, d'Amérique, d'Extrême-Orient, etc.
En outre l'Herbier Krylov possède une bibliothèque de littérature botanique comptant plus de douze mille volumes, dont on peut distinguer des ouvrages des classiques de la botanique, comme Linné, Candolle, Ledebour, Pallas, Bunge, etc., édités au XVIIIe siècle et au XIXe siècle.
L'herbier a permis de réaliser des travaux importants de Krylov et d'autres botanistes intitulés La Flore de l'Altaï et du gouvernement de Tomsk, La Flore de Sibérie occidentale, La Flore du kraï de Krasnoïarsk, etc.
L'herbier est accessible aux universitaires ou aux chercheurs et sert aux travaux de quantité de scientifiques des universités russes.

## Source
- (ru) L'Herbier Krylov (site de l'université d'État de Tomsk)